# Platynus trifoveolatus
Platynus trifoveolatus is een keversoort uit de familie van de loopkevers (Carabidae). De wetenschappelijke naam van deze soort is voor het eerst geldig gepubliceerd in 1905 door William Beutenmüller.
De soort komt voor in de Verenigde Staten. De specimens die Beutenmüller beschreef waren verzameld door H.G. Hubbard in het westen van North Carolina.